# بازآرایی مک‌لافرتی
بازآرایی مک‌لافرتی (به انگلیسی: McLafferty rearrangement) واکنشی است که در طیف‌سنجی جرمی در طی تکه‌تکه شدن یا تفکیک مولکول‌های آلی مشاهده می‌شود. گاهی اوقات مشاهده می‌شود که یک مولکول حاوی یک گروه کتو با افزایش اتم γ-هیدروژن تحت شکافت β قرار می‌گیرد، همان‌طور که برای اولین بار توسط آنتونی نیکلسون که در بخش فیزیک شیمیایی در سازمان پژوهش‌های علمی و صنعتی همسود(CSIRO) در استرالیا کار می‌کرد، گزارش شد. این بازآرایی ممکن است توسط یک مکانیسم رادیکالی یا یونی انجام شود.

## واکنش
شرح واکنش بعداً توسط فرد مک‌لافرتی شیمیدان آمریکایی در سال ۱۹۵۹ منتشر شد که منجر به پیوند نام او با این فرایند شد.

## بیشتر خواندن
- IUPAC, Compendium of Chemical Terminology, 2nd ed. (the "Gold Book") (1997). Online corrected version:  (2006–) "McLafferty rearrangement".